# Arco de Augusto (29 a.C.)
Arco de Augusto (em latim: Arcus Augusti) foi um arco triunfal do triúnviro Otaviano (futuro imperador Augusto) situado no Fórum Romano. Dedicado em 29 a.C., celebrou sua vitória na batalha de Áccio (31 a.C.) contra Marco Antônio e Cleópatra. Dez anos depois, em 19 a.C., viria ser substituído por outro arco, que celebrou o retorno dos estandartes capturados pelo Império Parta na batalha de Carras (53 a.C.). Com este edifício novo, Augusto pretendia apagar a memória da guerra civil com Marco Antônio e gravar seu nome entre os vencedores da lista exibida em uma passagem do arco novo, não para celebrar uma vitória militar, mas sim diplomática.
A localização exata do Arco de Augusto de 29 a.C. é incerta, sendo por vezes identificado com os vestígios situados no Vico Vestal, entre o Templo de Castor e Pólux e o Templo de César, embora atualmente considere-se que tais ruínas seriam do outro arco. O arco mais antigo é variadamente descrito como de uma passagem e, por vezes, como de três passagens. Em ambos os casos, é encimado por uma quadriga central. As três passagens eram abobadadas e de mesma altura, exceto a central que tinha pilares duas vezes maiores. Ambas as laterais eram encimadas por bárbaros. Uma inscrição de 2,67 metros de largura foi encontrada em 1546 próximo as fundações do arco remanescente que traz uma dedicatória de Augusto de 29 a.C..